# Supersimetrija
Súpersimetríja (tudi SUSY ali SuSy) je v fiziki delcev domnevna simetrija, ki povezuje delce z nekim določenim spinom z delci, ki se od njih razlikujejo za polovico enote za spin. Ti delci se imenujejo superpartnerji. To pomeni, da supersimetrija povezuje delce in njihove superpartnerje. Delci se imenujejo tudi s-delci ali sdelci. 
Supersimetrija povezuje leptone in bozone. Prvi imajo polovični spin, drugi, ki so nosilci interakcije, pa imajo celoštevilčni spin. Vsak fermion je povezan s superpartnerjem, ki ima celoštevilčen spin. To pomeni, da ima vsak bozon superpartnerja s polovičnim spinom. V splošnem bi se lahko reklo, da se spin delca in njegovega superpartnerja razlikujeta za 1/2. Z uvedbo superpartnerjev bi se podvojilo število delcev. Supersimetrija tudi poskuša poenotiti močno, šibko in elektromagnetno silo. V standardnem modelu je nemogoče poenotiti različne vrste interakcij, ki se jih opaža. Standardni model tudi nima rešitve za temno snov, ki se naj bi nahajala v Vesolju. Predvideva pa obstoj Higgsovega bozona.
V naslednji preglednici so našteti znani nosilci sile in njihovi možni superpartnerji:
| ime nosilca sile | spin nosilca | superpartner | spin superpartnerja |
| ---------------- | ------------ | ------------ | ------------------- |
| graviton         | 2            | gravitino    | 3/2                 |
| foton            | 1            | fotino       | 1/2                 |
| gluon            | 1            | gluino       | 1/2                 |
| W+,W-            | 1            | wino+,wino-  | 1/2                 |
| Z0               | 1            | zino         | 1/2                 |
| Higgs            | 0            | higsino      | 1/2                 |

V naslednji razpredelnici pa so našteti znani delci, ki sestavljajo snov, in njihovi možni superpartnerji:
| ime delca | spin | superpartner | Spin |
| --------- | ---- | ------------ | ---- |
| elektron  | 1/2  | selektron    | 0    |
| mion      | 1/2  | smion        | 0    |
| tauon     | 1/2  | stauon       | 0    |
| nevtrino  | 1/2  | snevtrino    | 0    |
| kvark     | 1/2  | skvark       | 0    |

## Razvoj teorije supersimetrije
Supersimetrija je fizikalna domneva, ki doslej še ni bila potrjena s poskusi. Prve poskuse s supersimetrijo teoretično povezati mezone in barione je v letu 1966 opravil japonski fizik Hironari Mijazava (rojen 1927). V zgodnjih 70. letih je nekaj znanstvenikov (med njimi avstrijski fizik Julius Wess (1934 – 2007) in italijanski fizik Bruno Zumino (rojen 1923)) odkrilo supersimetrijo, s katero so lahko povezali osnovne delce s tako različnimi značilnostmi kot so bozoni in fermioni. Prve oblike teorije so izdelali v okviru teorije strun, ki so jo osnovali francosko-ameriški fizik Pierre Ramond (rojen 1943), ameriški fizik John Henry Schwarz (rojen 1941) in francoski fizik André Neveu (rojen 1946). Prvo realistično verzijo supersimetrične oblike standardnega modela sta leta 1981 predlagala ameriški fizik Howard Mason Georgi in grški fizik Savas Dimopoulos (rojen 1952). Imenovala sta ga minimalni supersimetrični standardni model (s kratico MSSM ali Minimal Supersymmetric Standard Model).

## Supersimetrična razširitev standardnega modela
Vključitev supersimetrije v standardni model zahteva podvojitev delcev, ker vsakemu znanemu delcu pripada še superpartner. Najmanjši možni supersimetrični model, ki je usklajen s standardnim modelom, se imenuje minimalni supersimetrični standardni model (okrajšava MSSM iz angleškega izraza Minimal Supersymmetric Standard Model). V njem so razen običajnih znanih delcev vključeni še njihovi superpartnerji. Za minimalni supersimetrični standardni model je tudi značilno, da se ne ohranjata barionsko in leptonsko število. Potrebe po razširitvi standardnega modela so se pokazale z razširitvijo poskusov na večje energije (na območje TeV). Minimalni supersimetrični standardni model predvideva tudi delce, ki bi naj bili odgovorni za temno snov v Vesolju (nevtralino in gravitino).

## Raziskave supersimetrije v Sloveniji
Raziskave supersimetrije potekajo tudi v Sloveniji na Oddelku za teoretično fiziko Inštituta Jožef Stefan .